# 10487 Danpeterson
10487 Danpeterson è un asteroide della fascia principale. Scoperto nel 1985, presenta un'orbita caratterizzata da un semiasse maggiore pari a 2,3129105 au e da un'eccentricità di 0,1700681, inclinata di 24,89370° rispetto all'eclittica.
L'asteroide è dedicato all'educatore Dan Peterson.